# المنصور نور الدين علي
الملك المنصور نور الدين علي بن أيبك (ولد في القاهرة عام 1242 م) ثاني سلاطين المماليك المعزية. تولى حكم مصر لمدة سنتين ونصف من سنة 655 هـ 1257م إلى سنة أواخر سنة 657 هـ 1259م. عاش إلى نحو سنة 700 هـ. في حكمه وردت الأخبار بهجوم التتار فعُزِل وتولّى مكانه المظفر قطز.

## توليه للسلطنة
بعد مقتل عز الدين أيبك انحازت المماليك المعزية  بقيادة الأمير سيف الدين قطز لابنه نور الدين علي، وكان في الخامسة عشرة من عمره ونصّبته سلطانًا على مصر بلقب الملك المنصور ومعه قطز كنائب للسلطنة والأمير فارس الدين أقطاي المستعرب  كأتابك  وعُيّن الأمير بدر الدين يوسف وزيرًا للسلطان بدلًا من وزير أيبك الأمير شرف الدين الفائزي ثم عزل واستقر الأمير ابن بنت الأعز في الوزارة.
المماليك البحرية الذين كانوا قد فروا من أيبك إلى سلطنة الروم السلاجقة  عادوا إلى مصر بعد أن بلغهم نبأ وفاته ولكنهم بهتوا عندما وجدوا أن السلطان الجديد مجرد صبي صغير لا يهتم سوى بتربية الحمام وصراع الديوك وركوب الحمير داخل قلعة الجبل. أما المماليك الذين كانوا في سوريا، وكان من بينهم بيبرس البندقداري وقلاوون الألفي والذين كانوا قد غادروا سوريا إلى الكرك بعد أن عقد السلطان أيبك صلحا مع الناصر يوسف أمير سوريا الأيوبي في دمشق، فقد رفضوا الاعتراف بسلطنة المنصور علي  ثم حاولوا الاستيلاء على مصر مع الملك المغيث ملك الكرك الأيوبي  وتصدت لهم قوات قطز وفي إحدى المعارك تمكنت المماليك المصرية من أسر قلاوون الألفي وبلبان الرشيدي.

## الخطر المغولي
بينما الموقف في مصر كان على ذاك النحو كان جيش المغول بقيادة هولاكو قد اقتحم الحدود الشرقية للعالم الإسلامي وتقدم نحو بغداد. وفي شهر فبراير عام 1258 استباح بغداد التي كانت دار الخلافة العباسية وارتكبوا أشنع المذابح وقتلوا الخليفة العباسي المستعصم بالله. الذي هادنهم ومنحهم النقود والهدايا ربما لسوء التقدير ولعدم إدراكه بأهداف هولاكو وأطماعه. المؤرخ ابن أيبك الدواداري وصف الخليفة البغدادي ذاك بأنه «كان فيه هوج، وطيش، وظلم، مع بله، وضعف، وانقياد إلى أصحاب السخف. يلعب بطيور الحمام، ويركب الحمير المصرية الفرء». أرسل الناصر يوسف بابنه العزيز إلى هولاكو محملًا بالهداية ورسالة ترجو منه مساعدته في الاستيلاء على مصر فطلب منه هولاكو إمداده بعشرين ألف فارس. ولما علم المماليك المقيمون في الكرك بما يجري طلبوا من المغيث ملك الكرك مهاجمة مصر للاستيلاء عليها فوافق المغيث وأرسل جيشا إلى الحدود المصرية حيث هزمته قوات قطز. بعد فرار المغيث إلى الكرك عاد قطز إلى قلعة الجبل وأمر بإعدام بعض المماليك والأمراء الذين تنكروا له أثناء المعركة. وفي عام 1259 وبينما المغول يحاصرون ميفرقين حاول الملك المغيث الاستيلاء على دمشق ولكنه انهزم وعقد صلحا مع الناصر يوسف واتفقا على ترحيل المماليك المقيمين في الكرك إلى دمشق حيث أودعهم الناصر يوسف في السجن.

## سك العملة في عهد المنصور علي
سُكِّت في عهده النقود في عام 1257، وقد نُقِشت عليها الأسماء والألقاب التالية: الملك المنصور نور الدين، الملك المنصور نور الدنيا والدين. وقد نُقِش اسم أبيه أيبك أيضًا على عملاته بلقب: الملك المعز، كما نُقش اسم الخليفة العباسي على النحو التالي: الإمام المستعصم بالله أمير المؤمنين، إمام المستعصم بالله أبو أحمد عبد الله أمير المؤمنين.

## خلع المنصور علي
بعد أن هدد هولاكو الناصر يوسف في دمشق أرسل إلى مصر رسالة استغاثة ، فاجتمع الأمراء ببلاط الملك المنصور علي في قلعة الجبل. وقال قطز - الذي كان ساخطًا على لامبالاة المنصور علي وتحكُّم أمه به وتدخلها في شئون السلطنة - للأمراء: أن الموقف يحتاج إلى سلطان قوي قادر على التصدي للعدو المغولي، وأن الملك المنصور علي صبي صغير غير قادر على حكم المملكة. ثم قام قطز باعتقال المنصور علي وأخيه قاقان وأمهما داخل برج بالقلعة. وبذلك تم خلع المنصور علي بعد أن حكم لمدة سنتين ونصف تقريبا. ونُصِّب قطز سلطانًا بعد أن وعد الأمراء بالاستقالة بعد النصر على المغول.

## نفيه وتنصره ووفاته
أُرسِل المنصور علي وأخوه قَليج قَان وأمهما إلى دمياط، ثم أُبعِدوا إلى بلاد الأشكرى (الأراضي البيزنطية). وهناك تنصر المنصور وسُمِى ميخائيل بن أيبك وتزوج وأنجب، وعاش إلى نحو سنة 700 هـ كما ذكر أخوه (قَليج قَان) للمؤرخ شمس الدين الذهبي. وذكر ابن إياس في بدائع الزهور خلاف ذلك  فقال أنه اُعتقل في برج السلسلة في دمياط حتى توفي ودفن هناك.